# Kudarkin
Kudarkin je bil naslov visokega uradnika Oguških Turkov. O njem poroča arabski pisec in popotnik ibn Fadlan, ki je čez oguško ozemlje potoval v zgodnjih 920. letih. Ibn Fadlan kudarkina opisuje kot zastopnika oguškega jabguja oziroma kana. Položaj je bil morda podoben položaju hazarskega kagan beka. 
Kračkovski domneva, da se je naslov imenoval "kudar kan".
Kudarkinove oblasti niso priznavali vsi Oguzi. Ko je ibn Fadlan padel v zasedo oguškega plemenskega poglavarja, je poskušal prepričati poglavarja, naj ga izpusti in se pri tem skliceval, da je kudarkinov prijatelj. Poglavar mu je na to zaničljivo odgovoril, da se "poserje na njegovo brado".